# 間藤駅
間藤駅（まとうえき）は、栃木県日光市足尾町下間藤にあるわたらせ渓谷鐵道わたらせ渓谷線の駅である。同線の終点。駅番号はWK17。

## 歴史
- 1914年（大正3年）11月1日：足尾鉄道の駅として足尾駅 - 足尾本山駅間に開業[1][2]。一般駅[1]。
- 1918年（大正7年）6月1日：国有化され、国有鉄道足尾線の駅となる[1]。
- 1970年（昭和45年）10月1日：貨物および荷物の取り扱いを廃止[3]。同時に無人化[4]。スイッチバック施設を廃止。
- 1987年（昭和62年）4月1日：国鉄分割民営化に伴い、東日本旅客鉄道の駅となる[1]。
- 1989年（平成元年）3月29日：JR足尾線の第三セクター鉄道化により、わたらせ渓谷鐵道の駅となる[1]。当駅 - 足尾本山駅間の貨物線廃止。
- 1994年（平成6年）：新駅舎竣工。

## 駅構造
単式ホーム1面1線を有する地上駅。木造駅舎を有する。駅舎（待合室）はあるが改札口はなく、乗客は駅前広場から直接ホームに入ることができる。
かつては切欠式1面2線であったが、現在は完全に単線となっている。切欠き部分の線路は国鉄時代に旅客列車に使用されていた。貨物列車廃止後はそれまでの貨物線であった足尾本山方面へ繋がる線路を使用して折り返す運用に変更され、切欠き部分は埋め立てられて花壇になった。
開業当初は通過可能型スイッチバック施設があり、当駅で貨物扱いを行い足尾本山へ向かう列車は当駅でスイッチバックを行っていた（旅客列車は当初から当駅折り返しだった）。1970年の貨物営業廃止時にスイッチバックも廃止となった。足尾方には当時の折り返し線の遺構が残り、2016年には「わたらせ渓谷鐵道関連施設群」の一部として、土木学会選奨土木遺産に選ばれている。

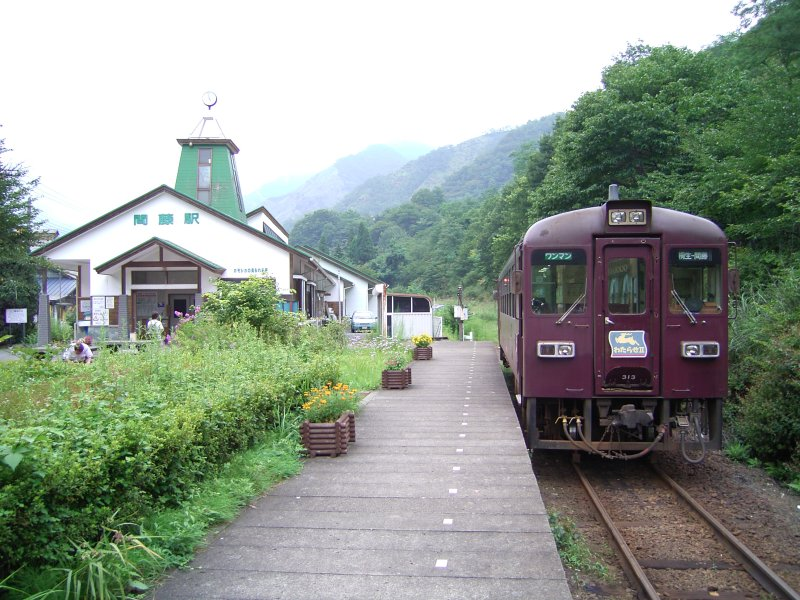
単式ホーム
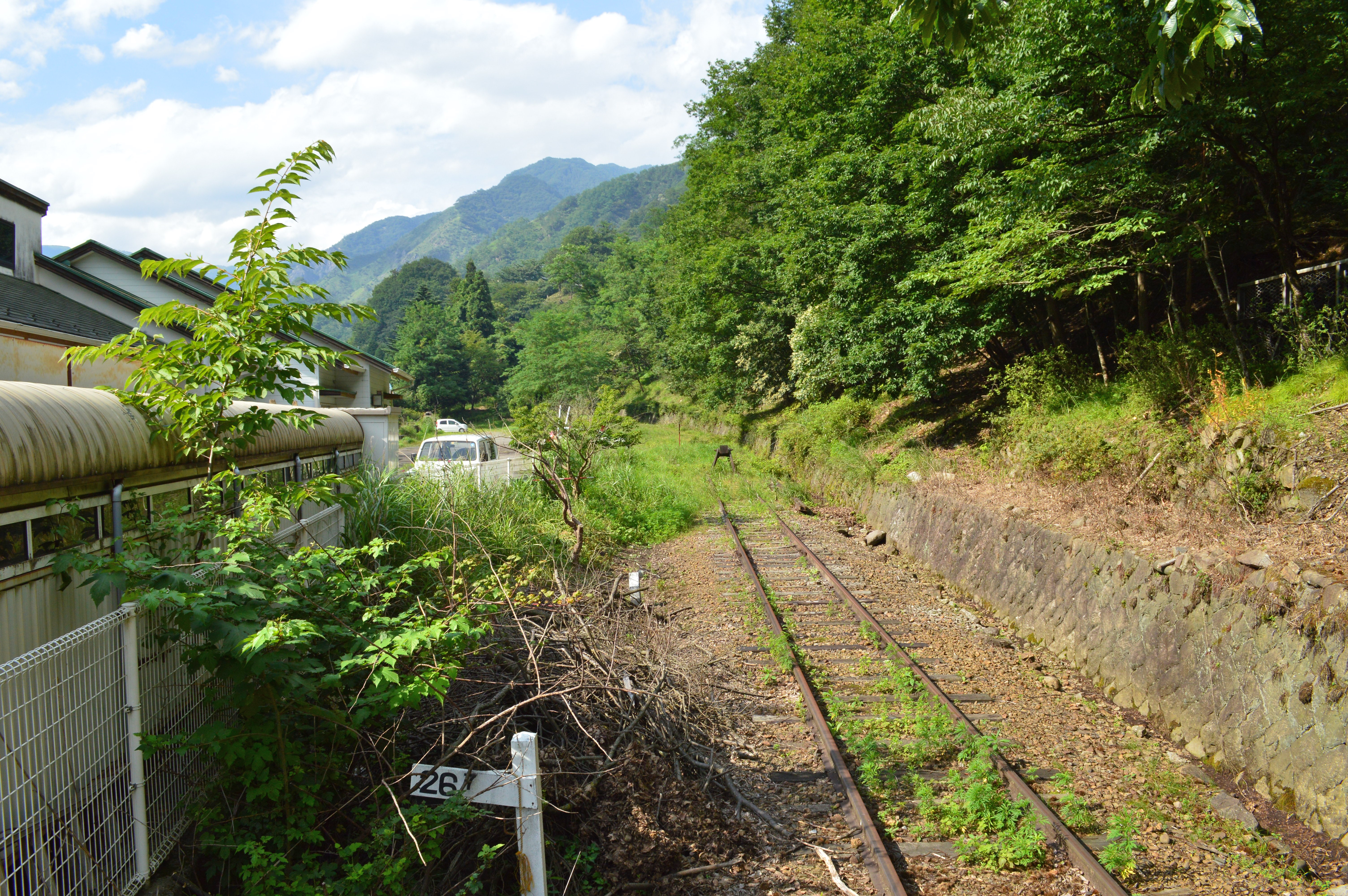
線路終端部

## その他の特徴
- 駅員無配置駅である。全盛期には18人の駅員がいたが、現在は完全に無人化されている。
- 待合室の隣には陶芸教室があり、一般参加も可能である。またレンタサイクルの受付も行っている（木曜定休）。
- 旅行作家の宮脇俊三が1977年（昭和52年）5月28日に国鉄完乗を達成した駅である。駅舎内の待合室には、宮脇俊三に関する展示（著書『時刻表2万キロ』の中で当駅が書かれている最後の部分の紹介など）がある。
- 国指定の特別天然記念物に指定されているニホンカモシカが見られる駅として知られている。駅の壁にモチーフした壁画があり、構内に展望台（望遠鏡付き）がある。ただし実際に見られる可能性は低いともいわれる。

## 利用状況
1日の平均乗降人員は以下の通りである。
| 年度   | 1日平均人数 |
| ------ | ----------- |
| 2011年 | 171         |
| 2012年 | 176         |
| 2013年 | 135         |
| 2014年 | 157         |
| 2015年 | 184         |
| 2016年 | 152         |
| 2017年 | 141         |
| 2018年 | 158         |
| 2019年 | 156         |
| 2020年 | 90          |
| 2021年 | 90          |

## 駅周辺
- 足尾赤倉郵便局
- 足尾銅山
  - 足尾本山

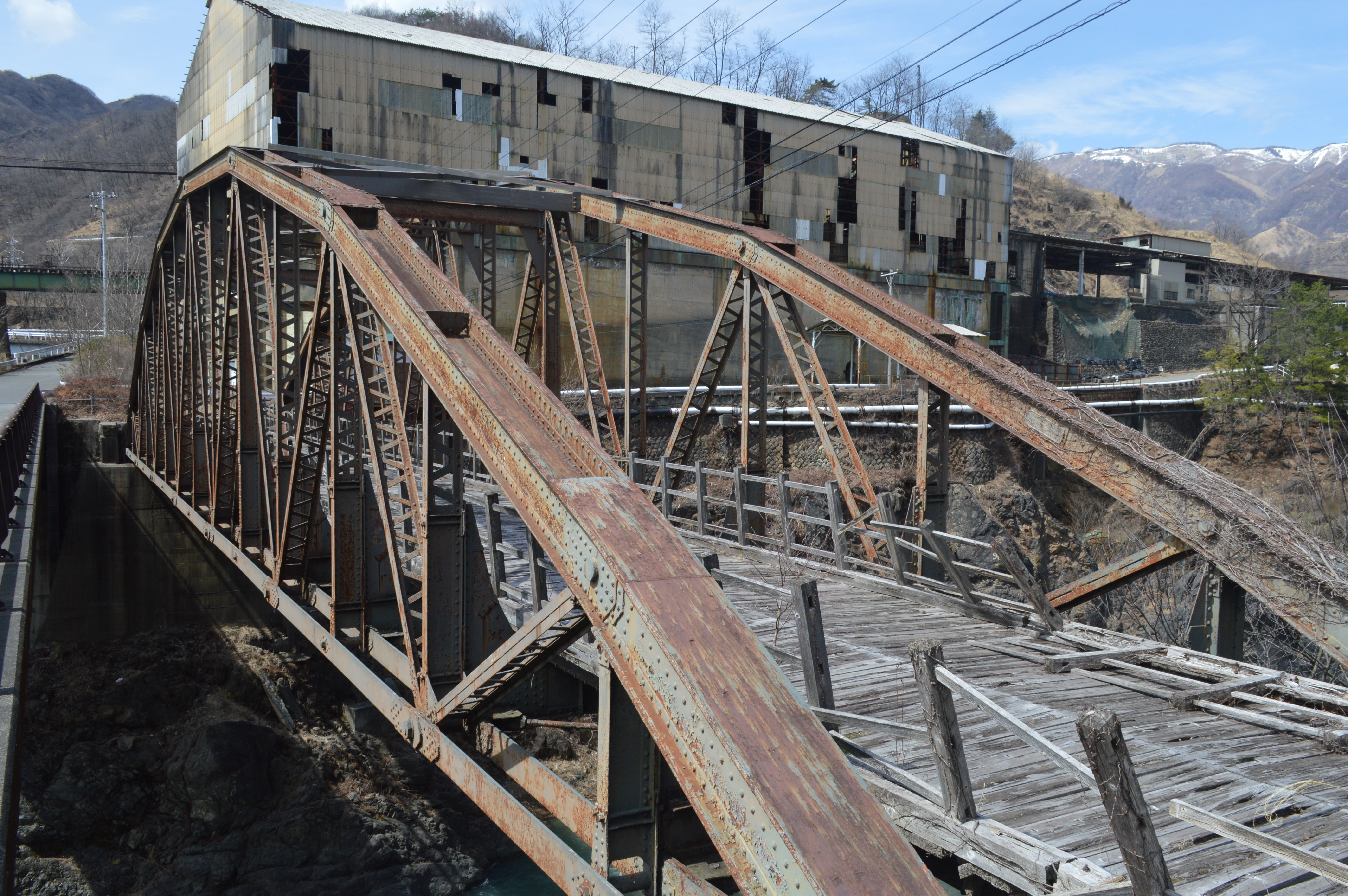
古河橋

- 古河橋 - ハーコート社製のボルト接合による橋梁としては原位置に残る日本最古の遺構。重要文化財。
- 間藤水力発電所跡 - 日本初の本格的な水力発電所。
- 足尾砂防ダム
- 松木渓谷
- 備前楯山
- 国道122号（足尾バイパス）
- 栃木県道250号中宮祠足尾線

## バス路線
旧国道122号（栃木県道250号線）沿いに「間藤駅前」停留所があり、下記の各路線が発着する。
| 停留所   | 運行事業者   | 系統           | 行先                             |
| -------- | ------------ | -------------- | -------------------------------- |
| 間藤駅前 | 日光市営バス | 赤倉線         | 双愛病院 ／ 赤倉・銅親水公園入口 |
| 間藤駅前 | 日光市営バス | 遠上線         | 双愛病院 ／ 遠上回転所           |
| 間藤駅前 | 日光市営バス | 足尾JR日光駅線 | 双愛病院 ／ JR日光駅前           |

## 隣の駅
わたらせ渓谷鐵道
■わたらせ渓谷線
- トロッコ列車「トロッコわっしー号」発着駅

足尾駅（WK16） - 間藤駅（WK17）
東日本旅客鉄道（JR東日本）
足尾線（廃止）
間藤駅 - 足尾本山駅（貨物駅）